# Реакции присоединения
Реакции присоединения (англ. addition reaction) — в органической химии так называются химические реакции, в которых одни химические соединения присоединяются к кратным (двойным или тройным) связям другого химического соединения. Присоединение может осуществляться как по связи углерод-углерод, так и по связи углерод-гетероатом. Реакции присоединения обозначают английскими буквами «Ad».
Общий вид реакций присоединения по связи углерод-углерод:
{\displaystyle {\mathsf {-{\stackrel {|}{C}}\!\!=\!\!{\stackrel {|}{C}}\!\!-+\ X\!\!-\!\!Y}}\rightarrow {\mathsf {-{\stackrel {|\ }{CX}}\!\!-\!\!{\stackrel {|\ }{CY}}\!\!-}}}

{\displaystyle {\mathsf {-C}}\!\!\equiv \!{\mathsf {\!C\!\!-+\ X\!\!-\!\!Y}}\rightarrow {\mathsf {-CX\!\!=\!\!CY\!\!-}}}

Общий вид реакций присоединения по связи углерод-кислород:
{\displaystyle {\mathsf {-{\stackrel {|}{C}}\!\!=\!\!{\mathsf {O}}+\ X\!\!-\!\!Y}}\rightarrow {\mathsf {-{\stackrel {|\ }{CY}}\!\!-\!\!{\mathsf {OX}}}}}

Обычно реагент, к которому происходит присоединение, называют субстратом, а другой («Х-Y») — атакующим реагентом.
Примером реакции присоединения может служить бромирование этилена:
Реакции присоединения часто являются обратимыми, составляя пару с реакциями отщепления, поэтому следует иметь в виду, что механизм для такой «парной» реакции присоединения-отщепления является общим.
В зависимости от природы атакующей частицы и механизма реакции различают нуклеофильное, электрофильное, радикальное или синхронное присоединение.

## Реакции нуклеофильного присоединения
В реакциях нуклеофильного присоединения атакующей частицей является нуклеофил, то есть отрицательно заряженная частица или частица со свободной электронной парой.
Общий вид реакций нуклеофильного присоединения:
{\displaystyle {\mathsf {R'\!\!-\!\!CR''\!\!=\!\!CR'''\!\!-\!\!R''''+Y^{-}}}\rightarrow {\mathsf {R'\!\!-\!\!CR''^{-}\!\!-\!\!CR'''Y\!\!-\!\!R''''+X^{+}}}\rightarrow {\mathsf {R'\!\!-\!\!CR''X\!\!-\!\!CR'''Y\!\!-\!\!R''''}}}
Реакции нуклеофильного присоединения обозначаются «AdN».
Реакции нуклеофильного присоединения по связи С=С довольно редки, наибольшее распространение и практическое значение имеет присоединение по связи С=O:
Среди реакций нуклеофильного присоединения наиболее распространен приведенный выше двухстадийный бимолекулярный механизм AdN2 : вначале нуклеофил медленно присоединяется по кратной связи с образованием карбаниона, который на второй стадии быстро атакует электрофильная частица.

## Реакции электрофильного присоединения
В реакциях электрофильного присоединения атакующей частицей является электрофил, то есть положительно заряженная (с дефицитом электронов) частица, чаще всего протон H+.
Общий вид реакций электрофильного присоединения:
{\displaystyle {\mathsf {R'\!\!-\!\!CR''\!\!=\!\!CR'''\!\!-\!\!R''''+X^{+}}}\rightarrow {\mathsf {R'\!\!-\!\!CR''^{+}\!\!-\!\!CR'''X\!\!-\!\!R''''+Y^{-}}}\rightarrow {\mathsf {R'\!\!-\!\!CR''Y\!\!-\!\!CR'''X\!\!-\!\!R''''}}}
Реакции электрофильного присоединения обозначаются «AdE».
Реакции электрофильного присоединения широко распространены среди реакций непредельных углеводородов: алкенов, алкинов и диенов.
Примером таких реакций служит гидратация алкенов:
Электрофильное присоединение по связи углерод-гетероатом также достаточно распространено, причем чаще всего такой связью является С=O:
Среди реакций электрофильного присоединения наиболее распространен приведенный выше двухстадийный бимолекулярный механизм AdE2 : вначале электрофил медленно присоединяется по кратной связи с образованием карбкатиона, который на второй стадии подвергается нуклеофильной атаке.

## Реакции радикального присоединения
В реакциях радикального присоединения атакующей частицей являются свободные радикалы.
Реакции радикального присоединения обозначаются «AdR».
Реакции радикального присоединения обычно протекают вместо реакций электрофильного присоединения в присутствии источника свободных радикалов:

## Реакции синхронного присоединения
В некоторых случаях присоединение по кратной связи происходит с одновременной атакой обоих атомов, что не позволяет определить приоритет атаки. Такой механизм называется синхронным присоединением. Реакции синхронного присоединения приводят к образованию циклических продуктов, поэтому они часто носят название циклоприсоединение.